# Tom Kromer
Tom Kromer (Huntington, 20 ottobre 1906 – Huntington, 10 gennaio 1969) è stato uno scrittore statunitense.

## Biografia
Thomas Michael Kromer nasce il 20 ottobre 1906 ad Huntington, nella Virginia Occidentale da una famiglia di immigrati originari dell'allora Cecoslovacchia, primogenito di cinque fratelli. Dopo aver saltuariamente frequentato l'allora Marshall College (ora Marshall University), con l'arrivo della Grande depressione del 1929, inizia a vagabondare per gli Stati Uniti in cerca di lavoro per cinque anni. Questa drammatica esperienza di Hobo sarà alla base dell'unico romanzo scritto dall'autore e pubblicato nel 1935: Waiting for nothing. In seguito scrive racconti e si dedica alla stesura di un secondo romanzo che non vedrà mai la luce. Sposatosi nel 1936, interrompe l'attività di scrittura nel 1940 anche in seguito all'aggravarsi di problemi di salute (aveva contratto la tubercolosi). Dopo aver passato alcuni anni ad Albuquerque, ritorna a vivere nella sua città natale dove muore il 10 gennaio 1969 a causa di un arresto cardiaco.

## Opere
- Waiting for nothing, New York, Alfred A. Knopf, 1935

edizioni italiane:
- Non aspettiamo niente: romanzo, Milano, Federico Elmo, 1944 traduzione di Arry Fanoli
- Vagabondi nella notte, Genova, Costa & Nolan, 1988 traduzione di Mario Maffi
- Un pasto caldo e un buco per la notte, Macerata, Quodlibet, 2014 traduzione di Mario Maffi